# 平成15年台風第14号
平成15年台風第14号（へいせい15ねんたいふうだい14ごう、アジア名：マエミー/Maemi）は、2003年9月に発生し、南西諸島や韓国などに大きな被害をもたらした台風である。

## 概要
| 進路図 |  | 進路図 |
| 進路図 |  |        |

2003年9月6日15時、マリアナ諸島近海で台風14号が発生し、アジア名「マエミー（Maemi）」と命名された。なお、フィリピン大気地球物理天文局（PAGASA）はこの台風について、フィリピン名「ポギー（Pogi）」と命名している。台風は勢力を強めながら北西へ進み、10日21時には、沖縄県宮古島の南東海上で、中心付近の最大風速55 m/s の「猛烈な台風」となった。さらに11日3時には、中心気圧が910 hPaにまで低下して最盛期を迎えた。台風は時速10kmの速度で北西に進み、11日5時前に宮古島を通過。その後は東シナ海に進み、韓国済州島に接近後、朝鮮半島に上陸し慶尚南道・慶尚北道を縦断。そして、日本海を通過し、13日には北海道に接近。14日の朝には温帯低気圧に変わった。
なお、この台風のアジア名「マエミー」はこの台風限りで使用中止となり、次順からは「ムジゲ（Mujigae）」というアジア名が使用されることになったが、このアジア名も2015年の台風22号限りで引退となったため、最終的には「スリゲ（Surigae）」というアジア名が使用されることになった。

## 記録
宮古島地方気象台によると、宮古島が台風の眼に入る前の午前3時12分ごろ、最大瞬間風速74.1m/s（当地で歴代3位）を記録した。最低海面最低気圧も912.0 hPa（国内で歴代4位・当地で歴代2位）を記録した。なお、航空自衛隊宮古島分屯基地では参考記録ながら、第2宮古島台風の最大瞬間風速を超える86.6m/sが観測された。さらに、韓国の済州島でも、韓国での歴代1位となる最大瞬間風速60m/sを観測した。
| 順位 | 名称                                 | 国際名  | 最大 瞬間 風速 （m/s） | 風向   | 観測年月日                | 観測地点                    |
| ---- | ------------------------------------ | ------- | ---------------------- | ------ | ------------------------- | --------------------------- |
| 1    | 第2宮古島台風 （昭和41年台風第18号） | Cora    | 85.3                   | 北東   | 1966年（昭和41年）9月5日  | 宮古島 （沖縄・気象官署）   |
| 2    | 第2室戸台風 （昭和36年台風第18号）   | Nancy   | 84.5                   | 西南西 | 1961年（昭和36年）9月16日 | 室戸岬 （高知・気象官署）   |
| 3    | 平成27年台風第21号                   | Dujuan  | 81.1                   | 南東   | 2015年（平成27年）9月28日 | 与那国島 （沖縄・気象官署） |
| 4    | 第3宮古島台風 （昭和43年台風第16号） | Della   | 79.8                   | 北東   | 1968年（昭和43年）9月22日 | 宮古島 （沖縄・気象官署）   |
| 5    | 昭和45年台風第9号                    | Wilda   | 78.9                   | 東南東 | 1970年（昭和45年）8月13日 | 名瀬 （鹿児島・気象官署）   |
| 6    | 昭和40年台風第23号                   | Shirley | 77.1                   | 西南西 | 1965年（昭和40年）9月10日 | 室戸岬 （高知・気象官署）   |
| 7    | 枕崎台風 （昭和20年台風第16号）      | Ida     | 75.5                   | 南南東 | 1945年（昭和20年）9月17日 | 細島 （宮崎・燈台）         |
| 8    | 平成15年台風第14号                   | Maemi   | 74.1                   | 北     | 2003年（平成15年）9月11日 | 宮古島 （沖縄・気象官署）   |
| 9    | 昭和31年台風第12号                   | Emma    | 73.6                   | 南     | 1956年（昭和31年）9月8日  | 那覇 （沖縄・気象官署）     |
| 10   | 昭和39年台風第20号                   | Wilda   | > 72.3                 | 西     | 1964年（昭和39年）9月25日 | 宇和島 （愛媛・気象官署）   |

| 順位 | 名称                               | 国際名   | 中心気圧（hPa） | 観測年月日                | 観測地点           |
| ---- | ---------------------------------- | -------- | --------------- | ------------------------- | ------------------ |
| 1    | 沖永良部台風 （昭和52年台風第9号） | Babe     | 907.3           | 1977年（昭和52年）9月9日  | 沖永良部（鹿児島） |
| 2    | 宮古島台風 （昭和34年台風第14号）  | Sarah    | 908.1           | 1959年（昭和34年）9月15日 | 宮古島（沖縄）     |
| 3    | 室戸台風                           | -        | 911.6           | 1934年（昭和9年）9月21日  | 室戸岬（高知）     |
| 4    | 平成15年台風第14号                 | Maemi    | 912.0           | 2003年（平成15年）9月11日 | 宮古島（沖縄）     |
| 5    | 枕崎台風 （昭和20年台風第16号）    | Ida      | 916.1           | 1945年（昭和20年）9月17日 | 枕崎（鹿児島）     |
| 6    | 第2室戸台風 （昭和36年台風第18号） | Nancy    | 918.0           | 1961年（昭和36年）9月15日 | 名瀬（鹿児島）     |
| 7    | 昭和5年8月の台風 （名称なし）      | -        | 922.0           | 1930年（昭和5年）8月9日   | 南大東島（沖縄）   |
| 8    | 昭和38年台風第14号                 | Gloria   | 923.5           | 1963年（昭和38年）9月10日 | 石垣島（沖縄）     |
| 9    | 平成18年台風第13号                 | Shanshan | 923.8           | 2006年（平成18年）9月16日 | 西表島（沖縄）     |
| 10   | 平成16年台風第18号                 | Songda   | 924.4           | 2004年（平成16年）9月5日  | 名護（沖縄）       |

## 被害

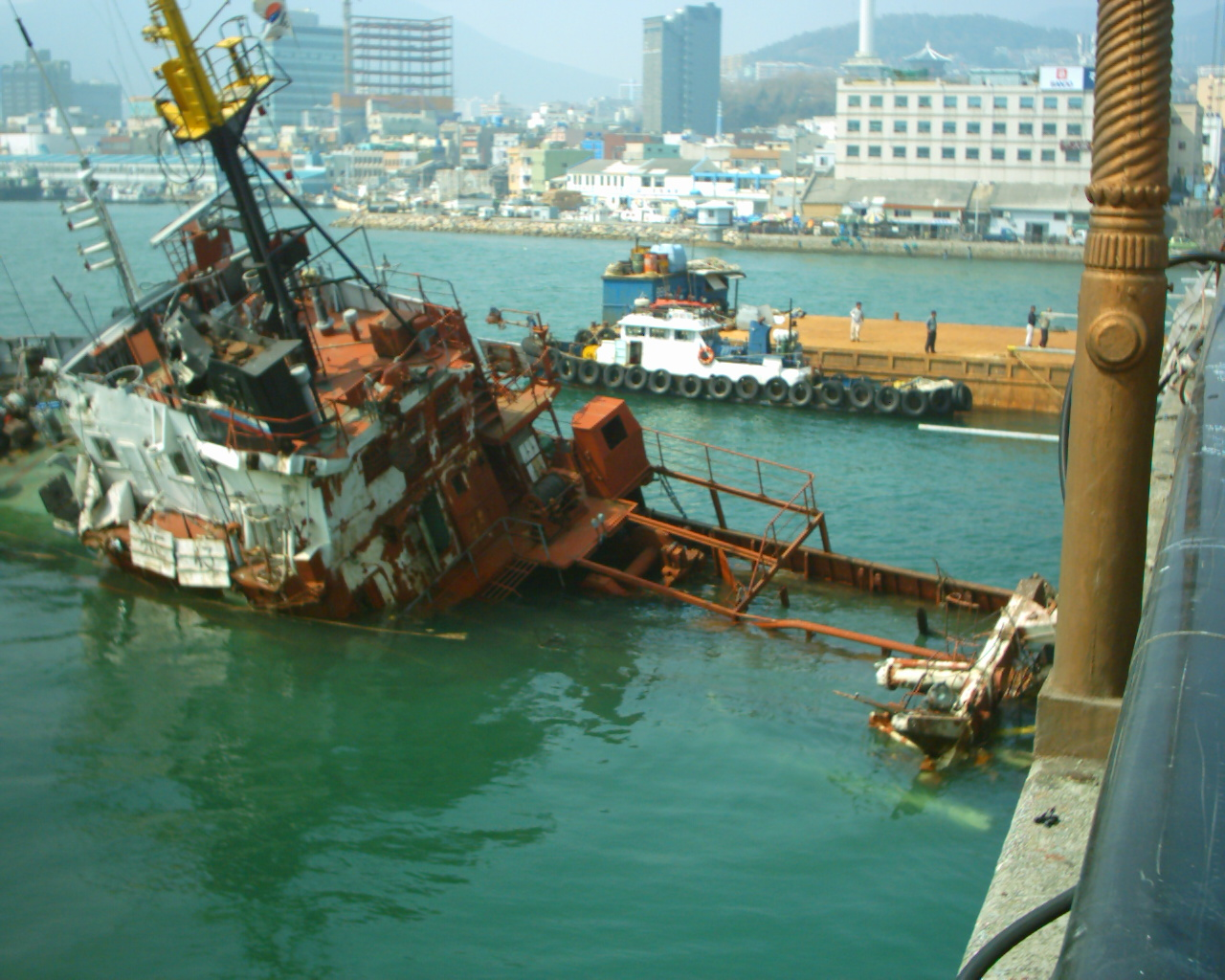
台風により難破した船

日本でのこの台風による死傷者は113名（死者3名、負傷者110名）にのぼった。また住宅の被害は、全壊18棟、半壊87棟、一部損壊1,437棟、床上浸水72棟、床下浸水303棟となっている。
韓国では死者・行方不明者が100名を超え、被害総額が1兆5千億ウォンを超える大惨事となった。
特に済州島と南部の沿岸部が打撃を受け、釜山港ではコンテナを運ぶガントリークレーンが数十基横倒しになり、釜山アジアード競技場の屋根にも穴が開いた。
済州で観測された最大瞬間風速秒速60.0mは、2020年8月現在もなお、韓国国内の最高記録となっている。